# Banque d'art du Conseil des arts du Canada
La Banque d'art du Conseil des arts du Canada est une collection qui recueille des œuvres créées par les meilleurs artistes canadiens contemporains.
La collection contient plus de 17 000 peintures, gravures, photographies et sculptures réalisées par plus de 3 000 artistes.
Le tiers de la collection est exposé dans des espaces publics et privés à travers le Canada, grâce à des programmes de location, de prêt et de diffusion,.
La Banque d'art est gérée par le Conseil des arts du Canada, un organisme national canadien de soutien aux arts,,.